# Grande Prêmio dos Estados Unidos de 2024
O Grande Prêmio dos Estados Unidos de 2024 (formalmente denominado Formula 1 Pirelli United States Grand Prix 2024) foi a décima nona etapa do Campeonato Mundial de Fórmula 1 de 2024. disputada em 20 de outubro de 2024 no Circuito das Américas, em Austin, Estados Unidos. Foi vencido por Charles Leclerc, da Scuderia Ferrari, com o também ferrarista Carlos Sainz Jr. em segundo e Max Verstappen, da Red Bull, em terceiro.

## Resumo
O piloto neozelandês Liam Lawson voltou a substituir Daniel Ricciardo na equipe RB, mas dessa vez em definitivo por conta da demissão do australiano por não gerar resultados. Assim, Lawson está programado para correr até o final da temporada 2024.
Max Verstappen voltou a usar a pintura especial de seu capacete para os GPs nos EUA que ele exibiu pela primeira vez em Miami, com a base azul escura e detalhes mostrando a bandeira americana. Essa pintura será exibida novamente na etapa de Las Vegas.
Max Verstappen foi o mais rápido na classificação da sprint e o vitorioso na corrida sprint, com o neerlandês tendo 11 vitórias em sprints na carreira e se mantendo com 100% de aproveitamento em sprints em 2024. Carlos Sainz Jr. foi o segundo colocado e Lando Norris o terceiro.
A pole position foi conquistada por Lando Norris. Max Verstappen largou em segundo, e os dois pilotos protagonizaram uma disputa intensa. Na largada, o neerlandês o ultrapassou, empurrando-o para fora da pista, e voltas depois, o britânico da McLaren pressionou bastante Verstappen até o ultrapassar, embora tenha saído da pista. Norris não devolveu a posição, pois ele e a McLaren acharam que ele estava em vantagem por ambos presumirem que Verstappen também tinha saído da pista. No entanto, a FIA considerou que Verstappen estava com a vantagem, assim, o britânico foi punido com cinco segundos, perdendo o pódio para Verstappen.
Largando da quarta posição, Charles Leclerc se aproveitou do entreveiro entre Verstappen e Norris para ultrapassar a eles e também ao seu companheiro Sainz, e assim obter a sua terceira vitória no ano e a sua primeira em Austin na carreira. Carlos Sainz Jr. foi o segundo colocado, garantindo a segunda dobradinha da Ferrari no ano, embora na Austrália, as posições tenham se invertido. Esta foi a 87ª dobradinha na história da equipe italiana.
Com o abandono de Lewis Hamilton e a entrada do safety car, o GP dos EUA marcou o fim de uma sequência de dez corridas sem o carro de segurança ser acionado em um GP de F1. A última vez tinha sido no Grande Prêmio do Canadá.

## Resultados

### Sprint Shootout
| Pos.                | N° | Piloto           | Construtor                 | Qualifying times | Qualifying times | Qualifying times | Sprint grid |
| Pos.                | N° | Piloto           | Construtor                 | SQ1              | SQ2              | SQ3              | Sprint grid |
| ------------------- | -- | ---------------- | -------------------------- | ---------------- | ---------------- | ---------------- | ----------- |
| 1                   | 1  | Max Verstappen   | Red Bull Racing-Honda RBPT | 1:33:908         | 1:33:290         | 1:32:833         | 1           |
| 2                   | 63 | George Russell   | Mercedes                   | 1:34:125         | 1:33:544         | 1:32:845         | 2           |
| 3                   | 16 | Charles Leclerc  | Ferrari                    | 1:33:647         | 1:33:392         | 1:33:059         | 3           |
| 4                   | 4  | Lando Norris     | McLaren-Mercedes           | 1:33:919         | 1:33:566         | 1:33:083         | 4           |
| 5                   | 55 | Carlos Sainz Jr. | Ferrari                    | 1:34:109         | 1:33:274         | 1:33:089         | 5           |
| 6                   | 27 | Nico Hülkenberg  | Haas-Ferrari               | 1:34:825         | 1:33:994         | 1:33:183         | 6           |
| 7                   | 44 | Lewis Hamilton   | Mercedes                   | 1:33:840         | 1:33:370         | 1:33:378         | 7           |
| 8                   | 20 | Kevin Magnussen  | Haas-Ferrari               | 1:34:403         | 1:33:788         | 1:33:398         | 8           |
| 9                   | 22 | Yuki Tsunoda     | RB-Honda RBPT              | 1:34:646         | 1:34:052         | 1:33:802         | 9           |
| 10                  | 43 | Franco Colapinto | Williams-Mercedes          | 1:34:606         | 1:33:952         | 1:34:406         | 10          |
| 11                  | 11 | Sergio Pérez     | Red Bull Racing-Honda RBPT | 1:34:333         | 1:34:244         | N/A              | 11          |
| 12                  | 10 | Pierre Gasly     | Alpine-Renault             | 1:34:865         | 1:34:363         | N/A              | 12          |
| 13                  | 18 | Lance Stroll     | Aston Martin-Mercedes      | 1:34:324         | DNF              | N/A              | 13          |
| 14                  | 14 | Fernando Alonso  | Aston Martin-Mercedes      | 1:34:436         | DNF              | N/A              | 14          |
| 15                  | 30 | Liam Lawson      | RB-Honda RBPT              | 1:34:617         | DNF              | N/A              | 15          |
| 16                  | 81 | Oscar Piastri    | McLaren-Mercedes           | 1:34:881         | N/A              | N/A              | 16          |
| 17                  | 31 | Esteban Ocon     | Alpine-Renault             | 1:34:917         | N/A              | N/A              | 17          |
| 18                  | 23 | Alexander Albon  | Williams-Mercedes          | 1:35:054         | N/A              | N/A              | PL          |
| 19                  | 77 | Valtteri Bottas  | Kick Sauber-Ferrari        | 1:35:148         | N/A              | N/A              | 18          |
| 20                  | 24 | Zhou Guanyu      | Kick Sauber-Ferrari        | 1:36:472         | N/A              | N/A              | 19          |
| 107% time: 1:40.202 |    |                  |                            |                  |                  |                  |             |
| Fontes:             |    |                  |                            |                  |                  |                  |             |

### Sprint
| Pos.                                                                                 | N° | Piloto           | Construtor                 | Laps | Tempo/Retirada | Grid | Pontos |
| ------------------------------------------------------------------------------------ | -- | ---------------- | -------------------------- | ---- | -------------- | ---- | ------ |
| 1                                                                                    | 1  | Max Verstappen   | Red Bull Racing-Honda RBPT | 19   | 31:06.146      | 1    | 8      |
| 2                                                                                    | 55 | Carlos Sainz Jr. | Ferrari                    | 19   | +3.882         | 5    | 7      |
| 3                                                                                    | 4  | Lando Norris     | McLaren-Mercedes           | 19   | +6.240         | 4    | 6      |
| 4                                                                                    | 16 | Charles Leclerc  | Ferrari                    | 19   | +6.956         | 3    | 5      |
| 5                                                                                    | 63 | George Russell   | Mercedes                   | 19   | +15.766        | 2    | 4      |
| 6                                                                                    | 44 | Lewis Hamilton   | Mercedes                   | 19   | +18.724        | 7    | 3      |
| 7                                                                                    | 20 | Kevin Magnussen  | Haas-Ferrari               | 19   | +25.161        | 8    | 2      |
| 8                                                                                    | 27 | Nico Hülkenberg  | Haas-Ferrari               | 19   | +26.588        | 6    | 1      |
| 9                                                                                    | 11 | Sergio Pérez     | Red Bull Racing-Honda RBPT | 19   | +29.950        | 11   |        |
| 10                                                                                   | 81 | Oscar Piastri    | McLaren-Mercedes           | 19   | +37.059        | 16   |        |
| 11                                                                                   | 22 | Yuki Tsunoda     | RB-Honda RBPT              | 19   | +38.363        | 9    |        |
| 12                                                                                   | 43 | Franco Colapinto | Williams-Mercedes          | 19   | +39.460        | 10   |        |
| 13                                                                                   | 18 | Lance Stroll     | Aston Martin-Mercedes      | 19   | +41.236        | 13   |        |
| 14                                                                                   | 10 | Pierre Gasly     | Alpine-Renault             | 19   | +41.995        | 12   |        |
| 15                                                                                   | 31 | Esteban Ocon     | Alpine-Renault             | 19   | +42.804        | 17   |        |
| 16                                                                                   | 30 | Liam Lawson      | RB-Honda RBPT              | 19   | +44.008        | 15   |        |
| 17                                                                                   | 23 | Alexander Albon  | Williams-Mercedes          | 19   | +44.564        | PL   |        |
| 18                                                                                   | 14 | Fernando Alonso  | Aston Martin-Mercedes      | 19   | +46.807        | 14   |        |
| 19                                                                                   | 24 | Zhou Guanyu      | Kick Sauber-Ferrari        | 19   | +52.842        | 19   |        |
| 20                                                                                   | 77 | Valtteri Bottas  | Kick Sauber-Ferrari        | 19   | +54.476        | 18   |        |
| Volta Mais Rápida: Max Verstappen (Red Bull Racing-Honda RBPT) – 1:37.463 (volta 19) |    |                  |                            |      |                |      |        |
| Fontes:                                                                              |    |                  |                            |      |                |      |        |

### Treino classificatório
| Pos.                | N° | Piloto           | Construtor                 | Qualifying times | Qualifying times | Qualifying times | Final grid |
| Pos.                | N° | Piloto           | Construtor                 | Q1               | Q2               | Q3               | Final grid |
| ------------------- | -- | ---------------- | -------------------------- | ---------------- | ---------------- | ---------------- | ---------- |
| 1                   | 4  | Lando Norris     | McLaren-Mercedes           | 1:33.616         | 1:32.851         | 1:32.330         | 1          |
| 2                   | 1  | Max Verstappen   | Red Bull Racing-Honda RBPT | 1:33.046         | 1:32.584         | 1:32.361         | 2          |
| 3                   | 55 | Carlos Sainz Jr. | Ferrari                    | 1:33.556         | 1:32.836         | 1:32.652         | 3          |
| 4                   | 16 | Charles Leclerc  | Ferrari                    | 1:33.241         | 1:32.962         | 1:32.740         | 4          |
| 5                   | 81 | Oscar Piastri    | McLaren-Mercedes           | 1:33.864         | 1:33.057         | 1:32.950         | 5          |
| 6                   | 63 | George Russell   | Mercedes                   | 1:33.536         | 1:33.142         | 1:32.974         | PL         |
| 7                   | 10 | Pierre Gasly     | Alpine-Renault             | 1:33.550         | 1:33.162         | 1:33.018         | 6          |
| 8                   | 14 | Fernando Alonso  | Aston Martin-Mercedes      | 1:33.973         | 1:33.429         | 1:33.309         | 7          |
| 9                   | 20 | Kevin Magnussen  | Haas-Ferrari               | 1:33.564         | 1:33.474         | 1:33.481         | 8          |
| 10                  | 11 | Sergio Pérez     | Red Bull Racing-Honda RBPT | 1:33.611         | 1:33.020         | No time          | 9          |
| 11                  | 22 | Yuki Tsunoda     | RB-Honda RBPT              | 1:33.795         | 1:33.506         | N/A              | 10         |
| 12                  | 27 | Nico Hülkenberg  | Haas-Ferrari               | 1:33.601         | 1:33.544         | N/A              | 11         |
| 13                  | 31 | Esteban Ocon     | Alpine-Renault             | 1:33.986         | 1:33.597         | N/A              | 12         |
| 14                  | 18 | Lance Stroll     | Aston Martin-Mercedes      | 1:34.033         | 1:33.759         | N/A              | 13         |
| 15                  | 30 | Liam Lawson      | RB-Honda RBPT              | 1:33.339         | No time          | N/A              | 19         |
| 16                  | 23 | Alexander Albon  | Williams-Mercedes          | 1:34.051         | N/A              | N/A              | 14         |
| 17                  | 43 | Franco Colapinto | Williams-Mercedes          | 1:34.062         | N/A              | N/A              | 15         |
| 18                  | 77 | Valtteri Bottas  | Kick Sauber-Ferrari        | 1:34.152         | N/A              | N/A              | 16         |
| 19                  | 44 | Lewis Hamilton   | Mercedes                   | 1:34.154         | N/A              | N/A              | 17         |
| 20                  | 24 | Zhou Guanyu      | Kick Sauber-Ferrari        | 1:34.228         | N/A              | N/A              | 18         |
| 107% time: 1:39.559 |    |                  |                            |                  |                  |                  |            |
| Fontes:             |    |                  |                            |                  |                  |                  |            |

### Corrida
| Pos.                                                                   | N° | Piloto           | Construtor                 | Laps | Tempo/Retirada             | Grid | Pontos |
| ---------------------------------------------------------------------- | -- | ---------------- | -------------------------- | ---- | -------------------------- | ---- | ------ |
| 1                                                                      | 16 | Charles Leclerc  | Ferrari                    | 56   | 1:35:09.639                | 4    | 25     |
| 2                                                                      | 55 | Carlos Sainz Jr. | Ferrari                    | 56   | +8.562                     | 3    | 18     |
| 3                                                                      | 1  | Max Verstappen   | Red Bull Racing-Honda RBPT | 56   | +19.412                    | 2    | 15     |
| 4                                                                      | 4  | Lando Norris     | McLaren-Mercedes           | 56   | +20.354                    | 1    | 12     |
| 5                                                                      | 81 | Oscar Piastri    | McLaren-Mercedes           | 56   | +21.921                    | 5    | 10     |
| 6                                                                      | 63 | George Russell   | Mercedes                   | 56   | +56.295                    | PL   | 8      |
| 7                                                                      | 11 | Sergio Pérez     | Red Bull Racing-Honda RBPT | 56   | +59.072                    | 9    | 6      |
| 8                                                                      | 27 | Nico Hülkenberg  | Haas-Ferrari               | 56   | +1:02.957                  | 11   | 4      |
| 9                                                                      | 30 | Liam Lawson      | RB-Honda RBPT              | 56   | +1:10.563                  | 19   | 2      |
| 10                                                                     | 43 | Franco Colapinto | Williams-Mercedes          | 56   | +1:11.979                  | 15   | 1      |
| 11                                                                     | 20 | Kevin Magnussen  | Haas-Ferrari               | 56   | +1:19.782                  | 8    |        |
| 12                                                                     | 10 | Pierre Gasly     | Alpine-Renault             | 56   | +1:30.558                  | 6    |        |
| 13                                                                     | 14 | Fernando Alonso  | Aston Martin-Mercedes      | 55   | +1 lap                     | 7    |        |
| 14                                                                     | 22 | Yuki Tsunoda     | RB-Honda RBPT              | 55   | +1 lap                     | 10   |        |
| 15                                                                     | 18 | Lance Stroll     | Aston Martin-Mercedes      | 55   | +1 lap                     | 13   |        |
| 16                                                                     | 23 | Alexander Albon  | Williams-Mercedes          | 55   | +1 lap                     | 14   |        |
| 17                                                                     | 77 | Valtteri Bottas  | Kick Sauber-Ferrari        | 55   | +1 lap                     | 16   |        |
| 18                                                                     | 31 | Esteban Ocon     | Alpine-Renault             | 55   | +1 lap                     | 12   |        |
| 19                                                                     | 24 | Zhou Guanyu      | Kick Sauber-Ferrari        | 55   | +1 lap                     | 18   |        |
| Ret                                                                    | 44 | Lewis Hamilton   | Mercedes                   | 1    | preso na britas após rodar | 17   |        |
| Volta Mais Rápida: Esteban Ocon (Alpine-Renault) – 1:37.330 (volta 53) |    |                  |                            |      |                            |      |        |
| Fontes:                                                                |    |                  |                            |      |                            |      |        |

## Tabela do campeonato após a corrida
|        | Pos. | Piloto           | Pontos |
| ------ | ---- | ---------------- | ------ |
|        | 1    | Max Verstappen   | 354    |
|        | 2    | Lando Norris     | 297    |
|        | 3    | Charles Leclerc  | 275    |
|        | 4    | Oscar Piastri    | 247    |
|        | 5    | Carlos Sainz Jr. | 215    |
| Fonte: |      |                  |        |

|        | Pos. | Construtor                 | Pontos |
| ------ | ---- | -------------------------- | ------ |
|        | 1    | McLaren-Mercedes           | 544    |
|        | 2    | Red Bull Racing-Honda RBPT | 504    |
|        | 3    | Ferrari                    | 496    |
|        | 4    | Mercedes                   | 344    |
|        | 5    | Aston Martin-Mercedes      | 86     |
| Fonte: |      |                            |        |

- Nota: Apenas as cinco primeiras posições estão incluídas em ambas as classificações.